# Kof
Kof (קוף) je 19. Slovo hebrejskog pisma i ima brojčanu vrijednost od 100.  
Većina korisnika hebrejskog jezika izgovaraju Kof kao Kaf s Dagešom. Prije se slovo Kof izgovaralo grlenije od slova Kof-a. 

## Povijest
U grčkom pismu Kof odgovara slovu Kopa, koje se u međuvremenu samo još koristi kao brojčani znak, a ne kao slovo. Dok se latinsko slovo Q i danas još koristi.

## Primjeri
- קין Kajin
- קרח Kerah (led)

## Šifra znaka
|          | Unikod | Unikod            | HTML     | HTML | izgled ovisi o pregledniku | poveznice (engl.)                |
| k. točka | naziv  | kod               | entitet  |      | izgled ovisi o pregledniku | poveznice (engl.)                |
| -------- | ------ | ----------------- | -------- | ---- | -------------------------- | -------------------------------- |
| slovo ק  | U+05e7 | HEBREW LETTER QOF | &#x05e7; | nema | ק                          | detaljni podaci test preglednika |

U standardu ISO 8859-8 simbol ima kod 0xf7.